# Насер (водохранилище)
На́сер (озеро Насер, араб. بحيرة ناصر‎, Асуанское водохранилище) — водохранилище на реке Нил, большей частью располагающееся в Египте и частично в Судане. Названо в честь Гамаля Абделя Насера — президента Египта в 1956—1970 годах.
Площадь — 5250 км², объём — 168,9 км³, длина 500 км, средняя глубина 30 м, максимальная — 130 м, максимальная ширина 40 км. Образовалось в результате строительства Асуанской плотины, построенной в 1960 году с помощью СССР. Создано для ирригации, использования гидроэнергетического потенциала Нила, сглаживания гидрологического режима и судоходства.
Сооружение водохранилища потребовало масштабных работ по переносу за пределы зоны затопления таких памятников египетской древности, как Абу-Симбел, храм Исиды (Изи́да) на острове Филы, храм из Тафиса.